# Земцов, Илья Григорьевич
Илья́ Григо́рьевич Земцо́в (Ilya Zemtsov; род. 1938) — советский, израильский и американский историк, социолог и политолог, доктор философских наук (1971), иностранный член Российской академии наук (2011).

## Биография
Родился в 1938 году в Баку (Азербайджанская ССР), в семье Григория Марковича Земцова (1898—1968). Окончил Бакинский технологический институт и работал там же. Член Советской социологической ассоциации.
Кандидат философских наук (1967), тема диссертации «Проблема нравственного идеала личности в марксистской этике». В 1971 году защитил докторскую диссертацию «Социальные механизмы мотивации поведения личности (критический анализ буржуазных теорий)».
Заведующий кафедрой философии Ярославского медицинского института. С 1971 г. — заведующий сектором информации ЦК Компартии Азербайджана, работал с Г. А. Алиевым.
В 1973 году эмигрировал в Израиль. Работал директором Иерусалимского института изучения современного общества. В течение многих лет был советником премьер-министра Израиля, руководил каналом связи — Особое управление (Центр), через который осуществлялись контакты между правительствами Израиля и СССР (обмен научной информацией, сотрудничество по борьбе с терроризмом и др.).
После переезда в США — доктор философских наук и доктор политических наук Гарвардского университета и почётный доктор Института Европы РАН.
22 декабря 2011 г. избран иностранным членом Российской академии наук по Отделению историко-филологических наук, специализация — «история».
Автор 20 монографий, в их числе биографии Ю. Андропова, К. Черненко и М. Горбачёва (1985—1987); «Борьба за власть в Кремле» (в 3 томах, 1988 г.); «Грани перестройки» (1989); «История советской социологии» (1999); «Крах эпохи» (в 2 томах, 2000); «Лица и маски» (2009); «Советский язык как энциклопедия советской жизни» (издана в США и России, в 2010 г. получила Национальную премию США) и др.

## Основные работы
- Коррупция в СССР. Paris, Hachette, 1976
  - Партия или мафия? : Разворованная республика. — Paris : Éd. réunis, Cop. 1976. — 123, [2] с. — (Серия «Свидетельства»).
- Андропов: политические дилеммы и борьба за власть. — Иерусалим, 1983. — 242 с. : портр..
- Лексикон советского политического яыка. Virginia, HERO-BOOKS, 1985.
  - Советский политический язык = Soviet political language. — London : Overseas publ. interchange, 1985. — 431 с.; ISBN 0-903868-67-9
- Борьба за власть в Кремле. Virginia, HERO-BOOKS, 1985—1988 (чч. 1-3)
- Частная жизнь советской элиты = The private life of the Soviet elite; Предисл. Менахема Амира. — London : Overseas publ. interchange, 1986. — 208, [1] с.; ISBN 0-903868-54-7
- Горбачев: человек и система. Семьдесят лет после Октября = Gorbachev: the man and the system. Seventy years after October 1917 / Илья Земцов и Джон Феррар. — London : Overseas publ. interchange, 1987. — 320, [1] с. : ил.; ISBN 1-870128-15-X
- Реальность и грани перестройки = Perestroika: its reality and its limits : (Справочник). — London : Overseas publ. interchange, 1989. — 470 с.; 19 см; ISBN 1-870128-61-3
- Черненко: Советский Союз в канун перестройки. — Лондон, 1989.
- История советской социологии (1999);
- Крах эпохи = Crash of the epoch : [В 2-х кн.]. — М.: Наука, 1999. — ISBN 5-02-008316-X
- Лица и маски = Faces and Masks : о времени и о себе : в двух книгах. — М. Наука, 2008. — ISBN 978-5-02-036198-0.
- Советский язык — энциклопедия жизни. — М.: Вече, 2009. — 511 с. : портр. — (Вехи отечественной социологии / Российская акад. наук, Ин-т социально-политических исслед.).; ISBN 978-5-9533-3972-8.